# Paecilaema araguanum
Paecilaema araguanum is een hooiwagen uit de familie Cosmetidae.